# Бленда (архитектура)
Бле́нда, бле́ндунг (нем. Blende, Blendung, от blenden ― заслонять), также шанделье́р (от фр. chandelier) ― это рама из брёвен прямоугольной формы, которая в старинных замках и крепостях выполняла маскировочную и защитную функцию, так как пространство между столбиками, находящимися над блендой, часто заполнялось фашинами. Также под блендой понимают неглубокий проём в стене здания, создающийся для уменьшения ощущения массивности стены или для придания фасадам эстетического эффекта. Бленда часто имеет форму оконного или аркадного проёма; её поверхность преимущественно гладкая, оштукатуренная цветом, отличающимся от цвета окружающего его фасада. Данный элемент может быть отнесён к иллюзорной архитектуре. Этот архитектурный приём широко распространён в кирпичной готике: стены из сырцового кирпича оштукатуривали белой краской или украшали масверком, имитируя витраж.

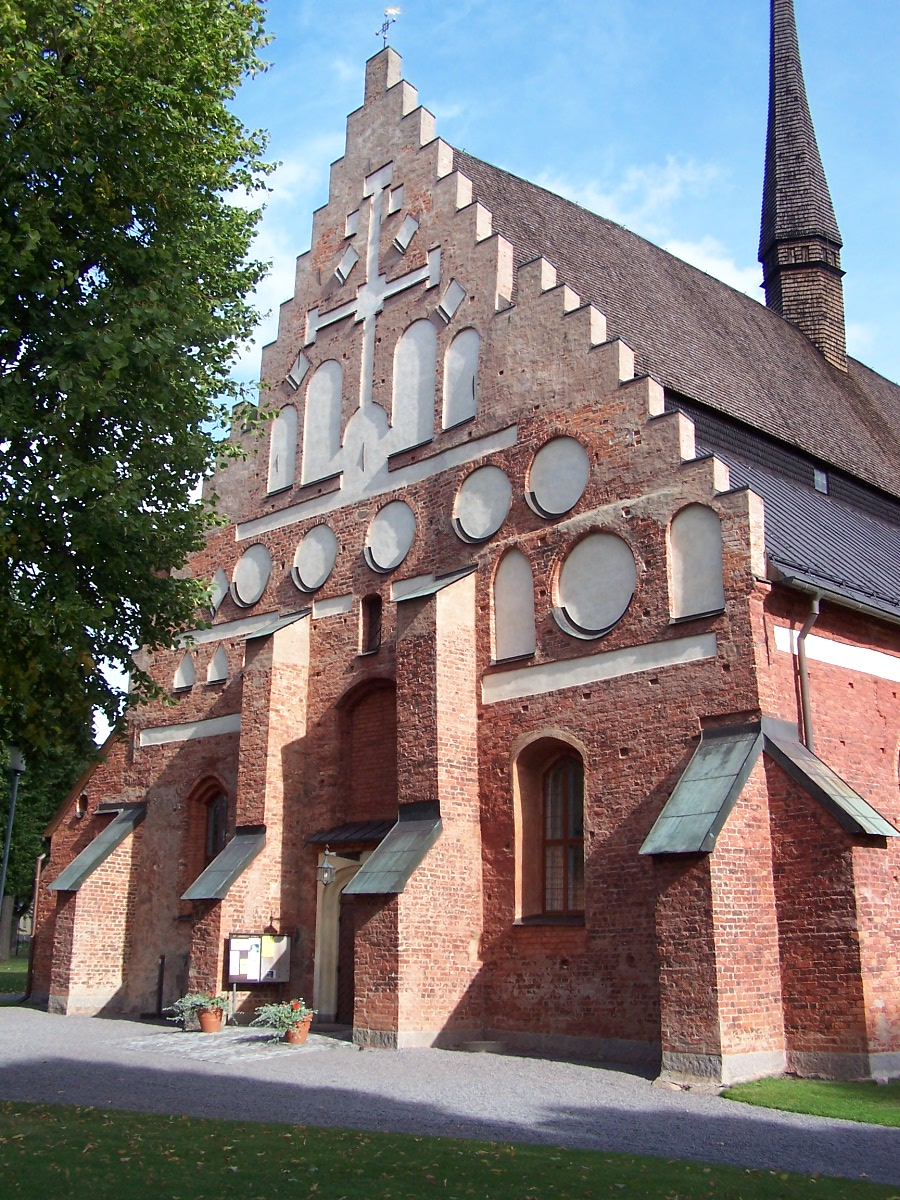
Церковь в Сёдерчёпинге
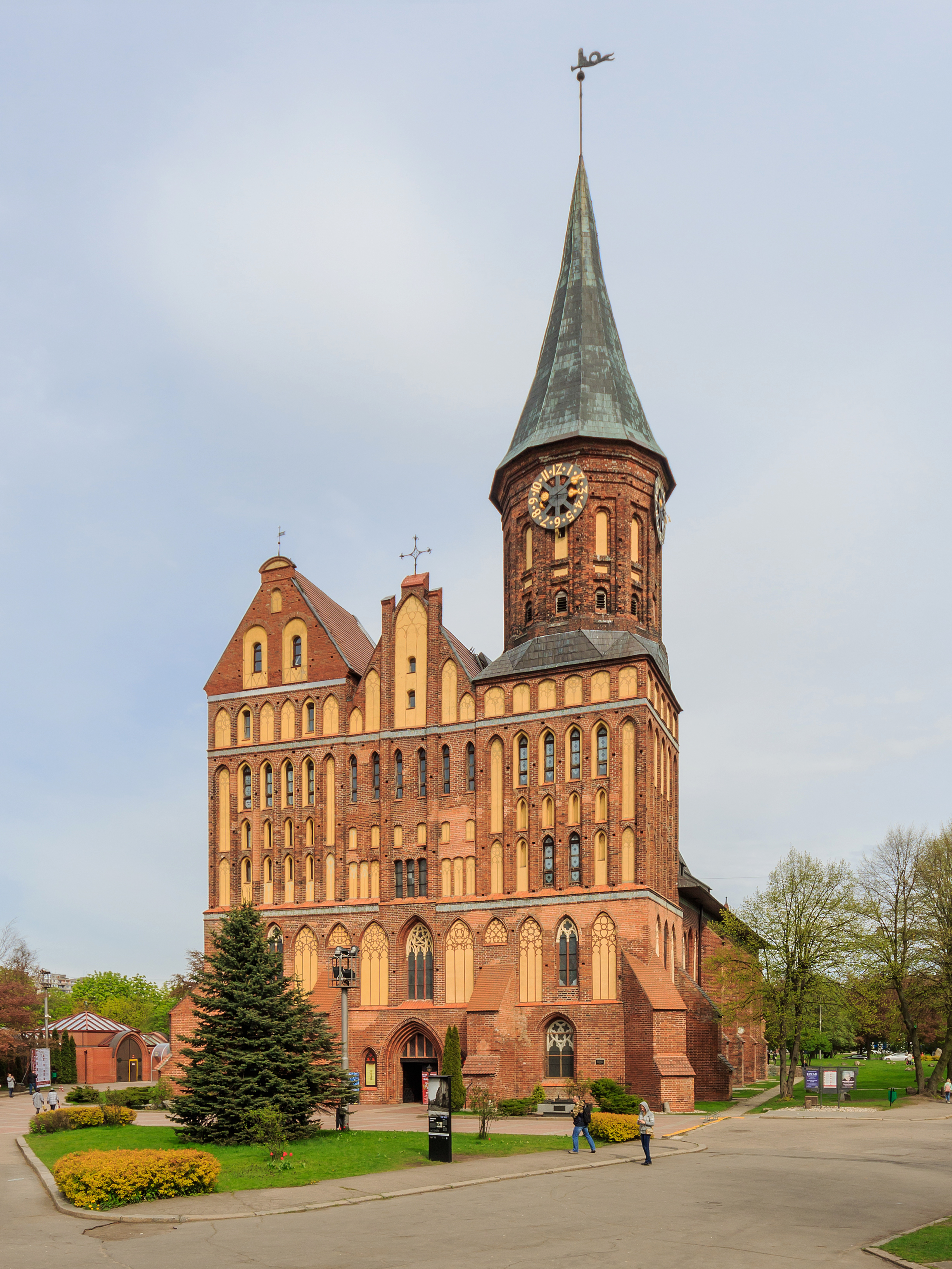
Кафедральный собор Калининграда
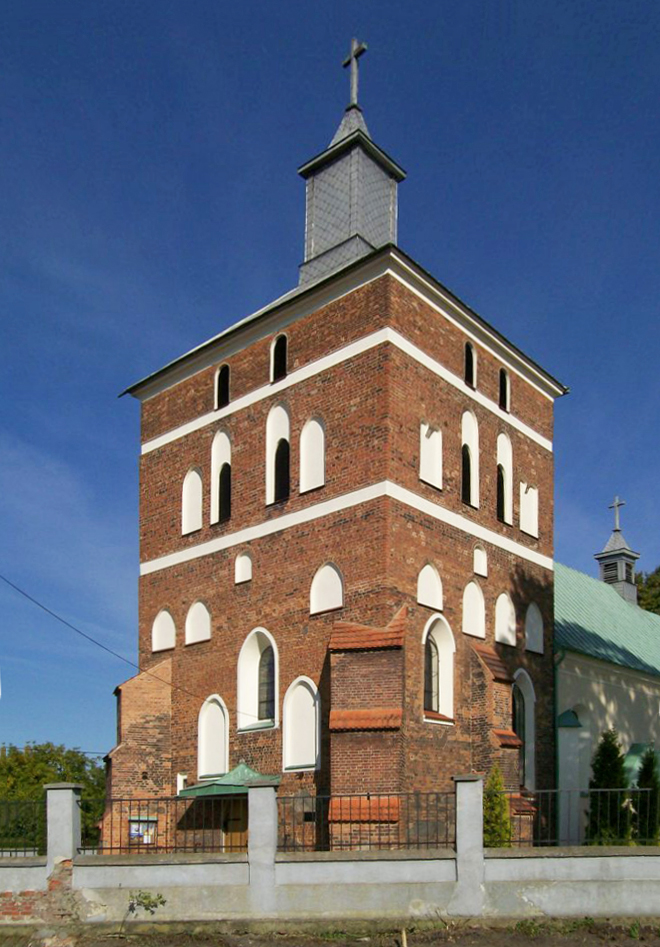
Кирха в Серпце
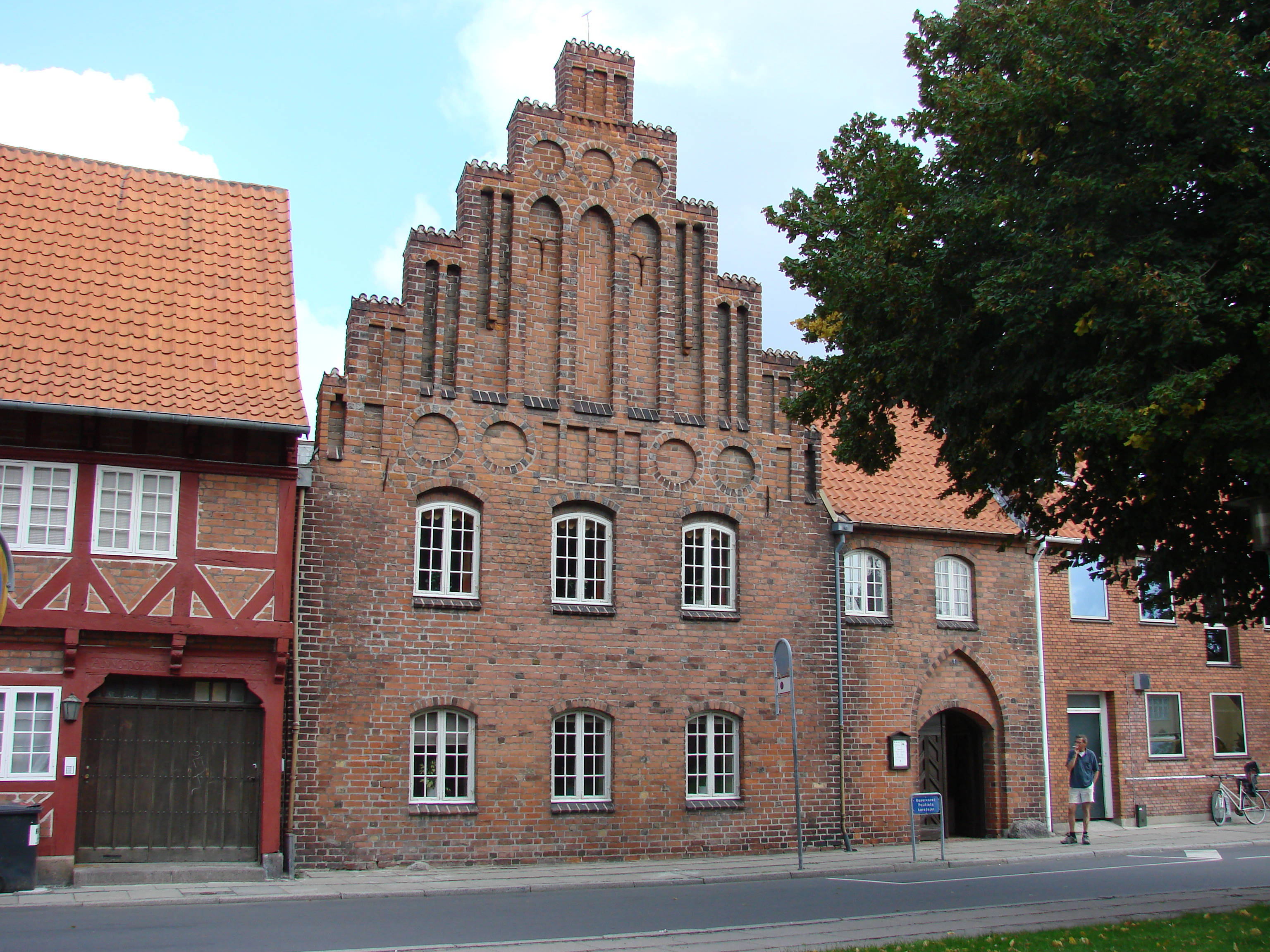
Ратуша в Нестведе